# NGC 4729
NGC 4729 (również PGC 43591) – galaktyka eliptyczna (E), znajdująca się w gwiazdozbiorze Centaura. Odkrył ją John Herschel 8 czerwca 1834 roku.